# Ашока (фонд)
Ашока (Ашока: Инновации для общества, англ. Ashoka, англ. Ashoka: Innovators for the Public) — действующий по законодательству округа Колумбия (США) международный некоммерческий фонд — глобальная ассоциация, деятельность которой направлена на поиск, поддержку и финансирование лиц и организаций, действующих в сфере социального предпринимательства.
«Ашока» является первой организацией, системно занявшейся поддержкой предпринимательских социальных инициатив, популяризацией феномена и самого словосочетания «социальное предпринимательство».

## Организация

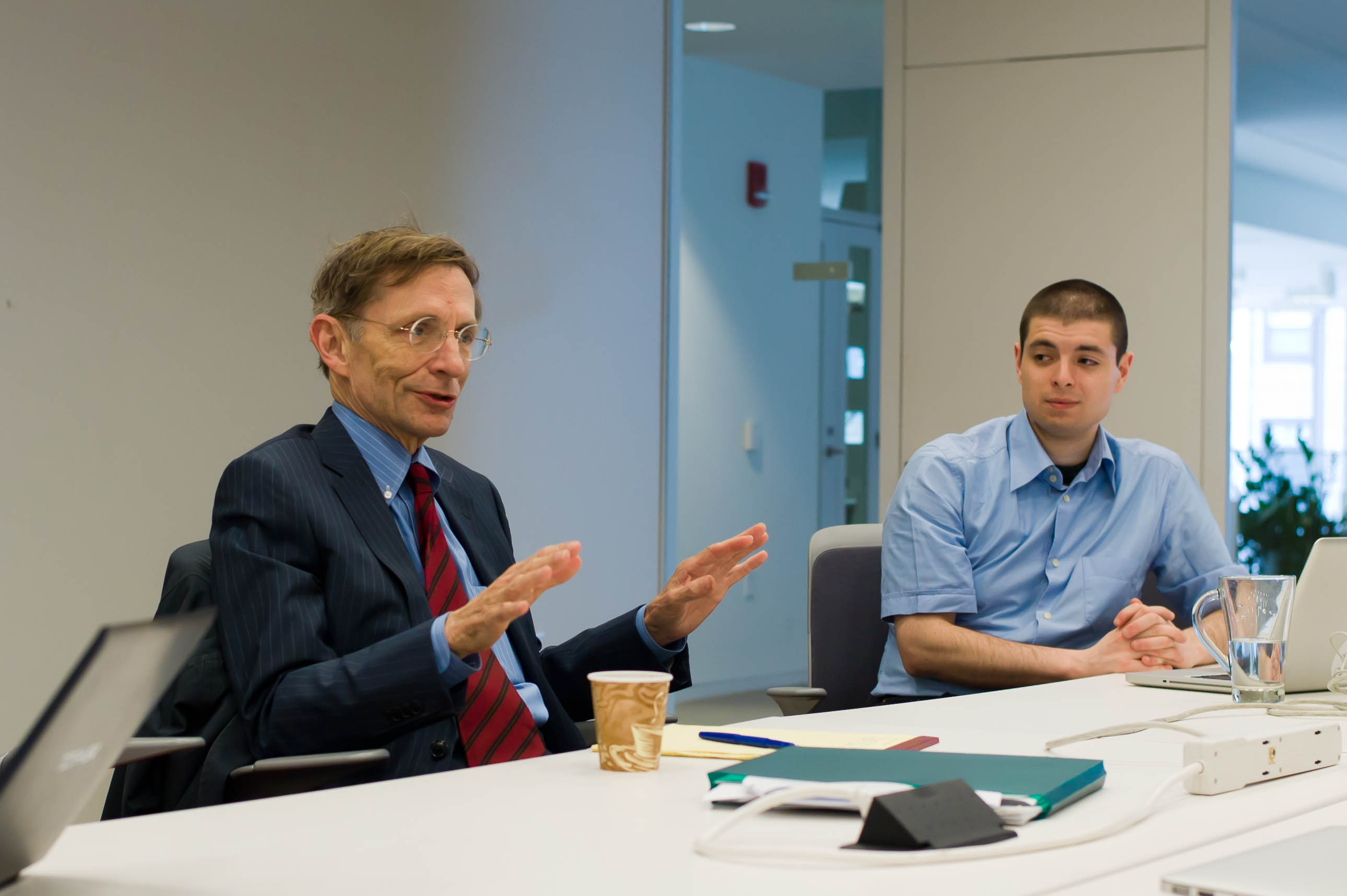
Билл Дрейтон

Бывший консультант по управлению бизнесом McKinsey & Company Билл Дрейтон создал фонд «Ашока» 3 июня 1980 года.
На название организации Дрейтона вдохновил пример индийского царя Ашоки — правителя империи Мауриев с 273 по 232 год до н. э. подчинившего себе в кровопролитной войне значительную часть Южной Азии от современного Афганистана до Бенгалии и далее на юг до Майсура, после чего кардинально поменявшего свои принципы, сделав главной целью своего правления преумножение культуры, улучшение общего уровня жизни и развитие образования.
По мнению современных исследователей, для превращения буддизма в мировую религию этот правитель сделал больше, чем кто бы то ни было.
Штаб-квартира фонда «Ашока» расположена в Арлингтоне Виргиния, США.
На 2014 год у организации открыто 37 региональных офисов по всему миру.

## Показатели деятельности

### Финансы
На 1981 год бюджет Ашоки составлял 50 000 долларов США, к январю 2008 года он вырос до 30 млн долларов США.
По данным на 2010-2011 годы Фонд Ашока обладал собственными активами в размере более 85 млн долларов США, вложив при этом более 5 млн долларов.

### Членство
По данным на 2015 год Фонд Ашока обладал собственными активами в размере 72,8 млн долларов США.
На 2007 года организация насчитывала более 1 800 членов-стипендиатов из 60 стран.
В 2011 году их количество превышало уже 2 000 человек.
По утверждению самой организации на 2014 год количество членов из 70 стран возросло до 3 000.

### Поддержка
Фонд Ашока поддержал множество социальных инициатив, их создателей и руководителей, в частности Dialogue Social Enterprise, D.light, Endeavor Global, Medic Mobile, Root Capital, TMSS, UnLtd, VisionSpring, Waste Concern, El Nafeza, Гамаля Альбинсаида, Альбину Руис, проекты Ацумасы Тотисако, Банк мусора, Грегори Диза, Резу Дегати, Джеру Биллиморию и многих других.